# Vampire: The Masquerade — Bloodlines
Vampire: The Masquerade — Bloodlines — компьютерная игра в жанре Action/RPG, разработанная компанией Troika Games и выпущенная компанией Activision в 2004 году. Игра Vampire: The Masquerade — Bloodlines основана на настольной ролевой игре Vampire: The Masquerade, выпускаемой издательством White Wolf Publishing, и её действие происходит в том же вымышленном Мире Тьмы, где рядом с людьми и втайне от них существуют вампиры, оборотни и другие фантастические существа.
В течение игры персонаж игрока, новообращённый вампир, расследует появление в современном Лос-Анджелесе древнего артефакта — «Анкарского саркофага» — и оказывается ввязанным в интриги нескольких тайных организаций, желающих заполучить саркофаг. Игра предоставляет игроку возможность присоединиться к одному из нескольких вампирских кланов и выполнять задания в различных районах Лос-Анджелеса — как в ходе боевых действий, так и с помощью мирного общения. От выбора клана зависит, как к герою игрока относятся другие персонажи и какие способности ему доступны; в конечном счете это позволяет исследовать мир и взаимодействовать с персонажами множеством различных способов.
Bloodlines была одной из первых игр, выпущенных на движке Source от Valve, одновременно с Half-Life 2. Разработка игры была сопряжена со многими сложностями, и в результате она была выпущена незаконченной. Игровая пресса высоко оценила сценарий и диалоги игры, а также высокую нелинейность и влияние сделанных игроком выборов на события игры, однако раскритиковала техническую реализацию и многочисленные баги. Коммерческий неуспех Bloodlines в конечном итоге привёл Troika Games к банкротству, однако в последующие годы игра приобрела статус культовой; поклонники игры самостоятельно разрабатывали и выпускали патчи для исправления ошибок и пытались восстановить вырезанный из игры контент.
В марте 2019 года был анонсирован сиквел Vampire: The Masquerade – Bloodlines 2.

## Геймплей
Bloodlines представляет собой Action/RPG, в которой игрок управляет персонажем-вампиром с видом от первого или от третьего лица. Bloodlines — игра с открытым или, по крайней мере, «полуоткрытым» миром. В ней доступно несколько компактных, но насыщенных заданиями, персонажами и секретами областей — районов Лос-Анджелеса.
При создании персонажа в начале игры игрок должен выбрать один из семи кланов: это бунтари Бруха (англ. Brujah), утончённые Тореадоры (англ. Toreador), безумные Малкавиане (англ. Malkavian), аристократы Вентру (англ. Ventrue), уродливые Носферату (англ. Nosferatu), владеющие магией крови Тремеры (англ. Tremere) или близкие к животным Гангрелы (англ. Gangrel). Выбор клана оказывает огромное влияние на последующую игру: он накладывает на игрока множество правил, присутствующих в Bloodlines или, наоборот, освобождает от них. Так, персонажи-Малкавиане в течение игры постоянно сталкиваются с галлюцинациями, необычными диалогами и странными ситуациями, недоступными для других кланов; персонажи-Носферату вынуждены скрываться и избегать всяких контактов со смертными людьми, тогда как Тореадоры, напротив, успешно общаются с людьми и могут разрешить многие ситуации за счёт своего обаяния.
В начале игры игрок может либо выбрать пол персонажа — мужской или женский — и клан, к которому принадлежит герой, а также распределить определённое количество очков между «атрибутами» (англ. Attributes), «способностями» (англ. Abilities) и «дисциплинами» (англ. Disciplines) — сверхъестественными силами вампира; в качестве альтернативы традиционному созданию героя игроку предлагается пройти тест с рядом вопросов, по итогам которого игра предложит ему наиболее подходящие характеристики и клан. Атрибуты делятся на физические, как навык рукопашного боя, социальные, как умение манипулировать другими персонажами, и интеллектуальные, как навыки расследования. Количество очков, которые игрок в начале игры может вложить в каждую категорию атрибутов, зависит от выбранного клана. Очки, потраченные на атрибуты и способности, определяют успех игрока при совершении определённых действий в игре или саму возможность совершить эти действия, например, как точно или на каком расстоянии персонаж сможет попасть в цель при стрельбе из оружия или сможет ли он взломать защищённый паролем компьютер. Игрок получает новые очки опыта за выполнение различных заданий, обнаружение секретных путей и особых книг; при этом, в отличие от других компьютерных ролевых игр, уничтожение врагов не дает очков опыта. Целей задания можно достичь несколькими путями, и игра поощряет нестандартные подходы к решению задач. Помимо основной сюжетной линии, игра содержит множество побочных заданий — игрок может получать и выполнять их в любое время по своему усмотрению, повторно посещать предыдущие локации, общаться с неигровыми персонажами и торговцами.
Перестрелки в игре проходят в режиме от первого лица, причём от количества очков, вложенных в навык стрельбы, зависит точность попадания и время, необходимое для прицеливания; игрок может найти в игре самое разное оружие — от револьверов до арбалетов и огнемётов. Бои с использованием такого холодного и импровизированного оружия, как катаны или кувалды, проходят в режиме от третьего лица. Незаметно подкравшись к противнику сзади, игровой персонаж может убить его одним ударом, и для каждого вида оружия для таких случаев предусмотрена отдельная анимация. Игрок может активно блокировать вражеские удары, но также может предоставить персонажу обороняться автоматически — в этом случае успех защиты зависит от характеристик персонажа. Во многих местах игры персонаж может незаметно прокрадываться мимо охранников, взламывать замки и компьютерные системы безопасности, чтобы остаться незамеченным на пути к цели.
Так называемый «Маскарад» — правила, обязывающие вампиров сохранять свое существование в тайне — накладывает на игрока множественные ограничения. Вампиры не должны пользоваться сверхъестественными силами или пить кровь так, чтобы это видели посторонние люди — если игрок несколько раз нарушит секретность, потеряв соответствующие очки, ранее дружественные вампиры Камарильи откроют охоту на нарушителя и убьют его. В игре существует ещё одно понятие — гуманность, то есть человечность. Согласно сеттингу, каждый вампир — это монстр, и уровень гуманности определяет, насколько он является зверем. Чем ниже этот параметр, тем легче впасть в Безумие, и тем жёстче и нахальнее становятся диалоги. При высокой гуманности, напротив, диалоги очень приятные, уважительные, в них отсутствуют оскорбления, и впасть в Безумие довольно сложно. Гуманность можно повысить, использовав очки опыта, либо совершив доброе дело — спасти кому-нибудь жизнь. Понизить же гуманность можно посредством убийства людей или совершив очень недоброе дело (например, обречь человека на очень жестокую смерть). В свою очередь, Безумие — это состояние, в котором внутренний Зверь овладевает вампиром, и он никак не может контролировать свои действия. Безумие может быть вызвано голодом (длительным отсутствием крови) или нападением. Но состояние Безумия имеет и положительную сторону — все физические параметры (Сила, Ловкость и Выносливость) повышаются до максимума.
Наряду с силой, можно добиваться своих целей и словом. Для этого в разговоре используются специальные опции:
- Соблазнение (Seduction) — льстивые, соблазняющие фразы. Выделяются розовым цветом.
- Запугивание (Intimidation) — разнообразные угрозы, шантаж. Выделяются зелёным шрифтом.
- Убеждение (Persuasion) — хорошо аргументированное, деловое убеждение. Выделяется синим шрифтом.
- Доминирование (Domination) и Помешательство (Dementation) — применение в диалоге сверхъестественных способностей кланов Тремер (с патчем), Вентру и Малкавиан соответственно. Наличие этих вариантов зависит не от развития навыков, а от развития дисциплин. За их использование нужно «платить» кровью, объём указан рядом с фразой.

## Сюжет

### Сеттинг
Действие Vampire: The Masquerade — Bloodlines происходит в Лос-Анджелесе начала 2000-х годов, современном времени выхода игры. Лос-Анджелес представлен в игре четырьмя районами: это Санта-Моника, Голливуд, Даунтаун и Чайна-таун. Сеттинг игры, известный как «старый» Мир Тьмы, показывает мир, в котором рядом с людьми и втайне от них на протяжении многих веков существуют вампиры, волки-оборотни, демоны и другие сверхъестественные существа. Вампиры, скрывающиеся среди людей, подчиняются правилам Маскарада (англ. Masquerade) — свода правил, призванного хранить их существование в тайне
. В соответствии с мифологией Мира Тьмы, вампиры — потомки библейского братоубийцы Каина, обреченного вечно скитаться по земле и питаться кровью живых; Каин получил способность передавать свое проклятие другим людям — так возникли кланы вампиров.
Семь кланов вампиров образуют Камарилью (англ. Camarilla) — тайную организацию, подобное закулисному правительству. Кланы Камарильи не доверяют друг другу, и только общее согласие вампиров с целями и структурой Камарильи удерживают эту организацию вместе. Камарилье противостоит Шабаш (англ. Sabbat) — ещё один союз кланов, члены которых упиваются своей чудовищной природой и отвергают традиции, обязывающие вампиров скрываться. Группировка Анархов (англ. Anarchs) состоит из вампиров-идеалистов, формально входящих в Камарилью и соблюдающих её правила; Анархи недовольны существующей политической структурой Камарильи и считают, что власть в обществе вампиров должна принадлежать всем. В Чайна-тауне действуют гуй-цзины, азиатские вампиры, сильно отличающиеся от своих западных собратьев — они не пьют крови и питаются вместо этого жизненной энергией ци; ими руководит женщина — Мин Сяо (англ. Ming Xiao). Вампиры могут порабощать смертных людей, по доброй воле дав им попробовать собственной крови; такой человек — «гуль» (англ. ghoul) становится одержимым и во всем повинуется вампиру. Игрок также может сделать собственным гулем одного из неигровых персонажей, девушку по имени Хизер.
Игровой персонаж Bloodlines — изначально смертный человек — был обращен в вампира без разрешения Камарильи; за это преступление обративший его вампир был казнен. Новообращенного вампира берет к себе в услужение князь Лос-Анджелеса Себастьян Лакруа (англ. Sebastian LaCroix). В ходе Bloodlines игрок сталкивается с другими жителями вампирского подполья Лос-Анджелеса, такими как уродливый торговец информацией Бертрам Танг (англ. Bertram Tung), член братства Анархов Улыбчивый Джек (англ. Smiling Jack) или «сёстры-близнецы» Жанетт (англ. Jeanette) и Тереза Воэрман (англ. Therese Voerman). Улыбчивый Джек и вампир-интеллектуал Беккет (англ. Beckett) ранее появлялись и в настольных ролевых играх по «Миру Тьмы». Неразговорчивый Таксист перевозит персонажа между районами Лос-Анджелеса; игра содержит намеки на то, что Таксист и есть Каин, бессмертный прародитель всех вампиров.

### Синопсис
В начале игры игровой персонаж проводит ночь с вампиром и сам становится таким же существом. Создание новых вампиров без разрешения считается в Камарилье преступлением, и вампира-создателя казнят по приказу князя Лакруа; однако игровой персонаж остается в живых благодаря заступничеству Найнса Родригеса, вожака Анархов. Лакруа принимает молодого вампира к себе на службу и посылает в Санта-Монику — помочь гулю Меркурио с уничтожением склада, принадлежащего Шабашу. По поручению Жанетты и Терезы Воэрман герой обследует заброшенный и населенный призраками отель «Океан Хаус». По выполнении миссии Лакруа дает игроку новое задание — так, герой должен обследовать корабль «Элизабет Дейн», на котором в Лос-Анджелес прибыл древний Анкарский саркофаг: по убеждению князя, в нём находится тело одного из Допотопных — древних и чрезвычайно могущественных вампиров, чье возвращение предвещает конец света, Геенну.
Побывав на корабле и получив сведения о саркофаге, герой должен расследовать исчезновение Алистера Граута, безумного главы клана Малкавиан в Лос-Анджелесе. Оказывается, что Граут был убит; при посещении особняка Граута герой встречается с Найнсом Родригесом и человеком имени Грюнфельд Бах. Бах, член Общества Леопольда — тайного ордена охотников на вампиров — отрицает свою причастность к убийству Граута. Князь Лакруа решает, что убийцей Граута был Найнс, и объявляет на него Кровавую Охоту — приказ всем вампирам города преследовать Найнса.
Тем временем саркофаг таинственным образом исчезает из Музея естественной истории. По приказу Лакруа герой вынужден разыскивать в Голливуде Гэри Голдена, главу скрытного клана Носферату — это он отвечал за доставку саркофага. По Голливуду распространяются снятые в подполье снафф-фильмы, в которых людей убивают некие чудовища; как выясняется, за появлением этих тварей стоит вампир Андрей из клана Цимисхи, вождь Шабаша в Лос-Анджелесе. Отыскав Гэри Голдена и выполнив для него поручение в Чайна-тауне, герой выясняет, что саркофаг из музея похитили вампиры из клана Джованни, и проникает в их поместье. После столкновения с гуй-цзинами, также пытающимися завладеть саркофагом, герой доставляет артефакт в небоскрёб Лакруа.
Чтобы открыть саркофаг, герою также приходится спасать из рук Общества Леопольда археолога доктора Йохансена — археолог считает, что в саркофаге находится тело месопотамского царя, который мог быть или не быть вампиром. В это время на небоскрёб нападают вампиры из Шабаша, и герою вновь приходится столкнуться с Андреем. Как выясняется, Лакруа находится в сговоре с главой вампиров-азиатов Мин Сяо, и это она под личиной Найнса Родригеса убила Граута, чтобы тот не мог разоблачить планы князя. Анархи считают, что Лакруа жаждет заполучить тело Допотопного, чтобы совершить запретный для вампиров обряд «диаблери» — поглотить всю кровь древнего вампира и тем самым приобрести его силы. Герой отправляется за Найнсом в Гриффит-парк, где сталкивается с волком-оборотнем. В это время князь Лакруа объявляет Кровавую Охоту уже на самого героя, пытаясь взвалить на него обвинения в развязывании войны между вампирскими кланами.
Игра допускает несколько вариантов финала, зависящих от выборов игрока и клана игрового персонажа. Если игрок решит сохранить верность Лакруа или поддержать Мин Сяо, каждый из них потребует убить другого; выбор в пользу Анархов, Камарильи (в лице вождя Тремеров Максимилиана Штраусса) или отказ от сотрудничества с кем бы то ни было требует от игрока бросить вызов обоим заговорщикам. Если, в зависимости от выбора игрока, саркофаг будет вскрыт, обнаружится, что вместо тела Допотопного внутри находится подложенная Улыбчивым Джеком бомба — в случае, если сам игровой персонаж вскроет саркофаг, он погибнет во взрыве. Завершающая сцена показывает Джека с добытой из саркофага мумией месопотамского царя — даже не вампира — и Таксиста, который прощается с игроком словами «Помни, куда бы мы ни шли, лишь кровь Каина вершит нашу судьбу. Прощай, вампир».

## Разработка
Студия Troika приступила к разработке Vampire: The Masquerade — Bloodlines в ноябре 2001 года. Студия изначально руководствовалась желанием создать что-то, что соединяло бы в себе ощущение классической компьютерной ролевой игры и геймплей шутера от первого лица; в игре должны были быть «напряженные перестрелки от первого лица». С точки зрения разработчиков, жанр RPG в последние годы пребывал в застое и страдал от нехватка инноваций; в то время как игры наподобие Deus Ex и System Shock 2 были скорее шутерами с ролевыми элементами, новая игра должна была совершить революцию в жанре. При этом студия не имела опыта создания action/RPG. Troika обратилась со своей идеей к компании-издателю Activision, которая предложила использовать для создания игры лицензию на Vampire: The Masquerade — ранее Activision выпустила основанную на том же сеттинге игру Vampire: The Masquerade – Redemption, и продажи этой игры были достаточно хорошими, чтобы задуматься о создании игры-продолжения. Вместо того, чтобы браться за разработку непосредственного продолжения Redemption, сотрудники Troika обратились к первоисточнику — настольной ролевой игре, её книгам правил и руководствам для игроков и ведущих. Troika не была большой студией — ко временам закрытия в ней работало всего 32 человека, включая основателей. Сценарист Брайан Мицода присоединился к студии, когда игра находилась в разработке менее года. К этому времени у студии уже были некие предварительные наработки по дизайну игры и даже ранние версии уровней, но эту работу было решено переделать с нуля.

## Выпуск
Игра Vampire: The Masquerade — Bloodlines была выпущена 16 ноября 2004 года и была вынуждена конкурировать с такими крупнобюджетными и активно рекламируемыми играми, как Half-Life 2, Metal Gear Solid 3: Snake Eater, Halo 2 и некоторыми другими. Заключенный с Valve договор на использование движка Source не разрешал выпустить Bloodlines до выхода Half-Life 2, и, более того, не разрешал даже анонсировать игру до анонса Half-Life 2, что произошло лишь в мае 2003 года, спустя более чем полтора года с начала разработки Bloodlines. В феврале 2004 года выпуск игры был запланирован на весну 2005 года — в частности, чтобы избежать рискованной конкуренции с Half-Life 2 и другими играми в предрождественский сезон; лишь позже компания-издатель Activision все-таки передвинула дату выхода на ноябрь 2004 года.
В интервью 2013 года Мицода отмечал, что игра была выпущена в «наихудший возможный момент — большинство людей даже не знало, что наша игра вышла… как поклонники, так и сотрудники Troika всегда задавались вопросом, какой бы могла стать игра, если бы ей дали ещё полгода [на доработку]». К рекламной кампании игры была привлечена модель Эрин Лейн — она в образе Жанетты, одной из героинь игры, позировала художнику Bloodlines Тиму Брэдстриту для рекламных материалов игры, в том числе обложки коробки с игрой, плакатов, футболок и тому подобного.
Несмотря на положительные отзывы критики, было продано всего лишь 72 тысячи дисков с игрой, которые принесли издателю прибыль в 3,4 миллиона долларов США — гораздо меньше, чем предыдущие игры Troika: Arcanum: Of Steamworks and Magick Obscura (234 тысячи дисков, 8,8 миллиона долларов США) и The Temple of Elemental Evil (128 тысяч дисков, 5,2 миллиона долларов США), в то время как продажи Half-Life 2 — игры-конкурента Bloodlines по времени выхода — составили к 2008 году 6,5 миллионов дисков, не считая цифровых продаж в Steam.
Относительный коммерческий неуспех Bloodlines‍ стал одной из причин последующего закрытия Troika Games. Уже вскоре после выхода игры в ноябре студия сократила часть сотрудников; оставшиеся разработчики занимались патчами для Bloodlines‍ и разработкой дизайнерских концепций для новых игр — это было необходимо, чтобы удержать Troika Games на плаву. К середине декабря 2004 года были сокращены и остальные работники, и в студии остались лишь трое её основателей — Джейсон Андерсон, Леонард Боярский и Тим Кейн. Боярский был вынужден объявить, что новые патчи к игре выпускаться не будут, поскольку ими просто некому заниматься; студия была окончательно закрыта в феврале 2005 года, так и не запустив ни одного нового проекта. В интервью в ноябре 2004 года Боярский заявлял, что коллектив Troika с удовольствием бы взялся за разработку игры-продолжения, но последнее слово в этом было за компанией-издателем — Activision. Андерсон в интервью 2006 года упоминал, что игры Troika сами по себе были хорошо приняты критикой, но их технические недостатки помешали компании получать новые проекты.
В последующие годы выпускались «неофициальные» патчи, созданные сторонними разработчиками и призванные решить те или иные технические проблемы игры, а также восстановить вырезанный и недоступный в релизной версии контент. Первые два неофициальных патча были разработаны Дэном Апрайтом; в дальнейшем доработкой игры занимался немецкий энтузиаст Вернер Шпаль, известный под псевдонимом Wesp5. Шпаль — химик-аналитик в Мюнхенском университете — дорабатывал игру в свое свободное время; не имея возможности самостоятельно тестировать свои патчи, он просил делать это других членов интернет-сообщества поклонников игры, и также получал от них посильную помощь: различные добровольные помощники Шпаля добавляли скрипты, написанные на языке Python, вносили исправления в программный код и трехмерные модели. Так, в патче 8.4 в игру был добавлен целый новый уровень — библиотека, вырезанная из релизной версии Bloodlines‍; хотя соответствующие модели и текстуры и оставались в файлах игры, карту с их расположением пришлось создавать с нуля. Самовольное внесение добавлений в игру подвергалось критике, поэтому более поздние патчи имеют два варианта установки — «базовый», включающий в себя только исправление ошибок, и «плюс», также восстанавливающий вырезанный контент. Версия игры, продаваемая через сервис цифровой дистрибуции GOG.com с 2016 года, по умолчанию включает в себя базовые патчи Шпаля. С 2007 года игра продается через сервис цифровой дистрибуции Steam — по состоянию на 2017 год только через этот сервис было продано порядка 570 тысяч копий игры.

## Саундтрек
| Лицензированная музыка в игре |              |
| Исполнитель                   | Название     |
| Ministry                      | Bloodlines   |
| Дэниел Эш                     | Come Alive   |
| Tiamat                        | Cain         |
| Lacuna Coil                   | Swamped      |
| Chiasm                        | Isolated     |
| Die My Darling                | Needles Eye  |
| Aerial                        | Pound        |
| Genitorturers                 | Lecher Bitch |
| Darling Violetta              | Smaller God  |

Музыку к Bloodlines писал композитор Рик Шаффер. Помимо этого, компания Activision лицензировала для игры ряд композиций различных исполнителей, и в ночных клубах в игре присутствуют плакаты с названиями групп, исполнявших их и в реальном мире. Саундтрек к игре был выпущен на компакт-диске ограниченным изданием; покупатели, предзаказавшие Bloodlines через сеть магазинов Best Buy, получали его вместе с игрой. На диске присутствовали композиции таких исполнителей и групп, как Дэниел Эш, Tiamat, Darling Violetta, Genitorturers. Композиция Bloodlines в исполнении Эла Йоргенсена и индастриал-метал-группы Ministry была создана и записана специально для игры. Activision сама отбирала лицензированные и вошедшие в игру композиции реальных исполнителей, студия-разработчик Troika не могла повлиять на её выбор. В ранних версиях игры на загрузочном экране использовалась песня Angel группы Massive Attack. Хотя разработчикам очень нравилась эта композиция, им не удалось договориться о лицензировании этой композиции с правообладателем, и они поручили Шафферу написать похожую мелодию.

## Критика и награды
| Сводный рейтинг       | Сводный рейтинг |
| Агрегатор             | Оценка          |
| --------------------- | --------------- |
| GameRankings          | 80,56 %         |
| Metacritic            | 80/100          |
| Иноязычные издания    |                 |
| Издание               | Оценка          |
| 1UP.com               | B               |
| Eurogamer             | 7/10            |
| GamePro               | [ 66 ]          |
| GameSpot              | 7,7/10          |
| GameSpy               | [ 68 ]          |
| IGN                   | 8,4/10          |
| Русскоязычные издания |                 |
| Издание               | Оценка          |
| Absolute Games        | 82 %            |
| «Игромания»           | 8,5/10          |
| «Страна игр»          | 9,0/10          |

Непосредственно после выхода Bloodlines получила смешанные отзывы от критиков: обозреватели превозносили мастерство сценаристов и дизайн игры, но критиковали технические проблемы. Её описывали как «шедевр с изъянами».

## Продолжение игры
В интервью в ноябре 2004 года Боярский говорил, что студия бы с радостью взялась за создание игры-продолжения, но конечное решение здесь за Activision. Перед закрытием Troika начала работу над прототипом новой игры, основанной на Werewolf: The Apocalypse — ещё одной ролевой настольной игре, разработанной White Wolf и использующей тот же самый сеттинг Мир Тьмы, но посвящённой уже не вампирам, а волкам-оборотням. По словам Боярского, прототип представлял собой одну небольшую локацию, выстроенную с использованием ресурсов из Bloodlines; в этом прототипе игровым персонажем был волк-оборотень.
В 2015 году шведская компания Paradox Interactive приобрела у CCP Games компанию White Wolf и сопутствующие права интеллектуальной собственности на «Мир Тьмы», в том числе и на игру Vampire: The Masquerade. Игра-продолжение Vampire: The Masquerade – Bloodlines 2, разрабатываемая американской студией Hardsuit Labs, была анонсирована в марте 2019 года. К работе над ней вернулись некоторые разработчики оригинальной игры, в том числе сценарист Брайан Мицода и композитор Рик Шаффер.